# Попов Денис Юрійович
Дени́с Ю́рійович Попо́в (нар. 17 лютого 1999, Мигія, Первомайський район, Миколаївська область, Україна) — український футболіст, захисник «Динамо» (Київ) та збірної України. Чемпіон світу з футболу 2019 року  складі збірної України U-20. Майстер спорту України міжнародного класу (2019).

## Клубна кар'єра
Народився в селі Мигія Первомайського району Миколаївської області.
Первинне навчання футболу пройшов у київському РВУФК, після чого потрапив в академію столичного «Динамо» (Київ). У складі юнаків київського «Динамо» дебютував в чемпіонаті України U-19 13 березня 2016 року у виїзному поєдинку проти донецького «Шахтаря», який закінчився розгромом принципових суперників — 4:1. Свій перший гол в юніорській першості країни забив 19 квітня 2016 року у домашній грі з донецьким «Олімпіком». За підсумками сезону 2015/2016 років, взявши участь у шести зустрічах, став чемпіоном України U-19, повторивши це досягнення і в наступному сезоні. Також у сезоні 2016/17 став залучатись до матів молодіжної команди до 21 року.
13 квітня 2019 року у матчі чемпіонату України проти «Маріуполя» (1:0) Попов дебютував за першу команду «біло-синіх», відігравши увесь матч.

## Виступи за збірну
В турнірах під егідою УЄФА дебютував за збірну України (U-17) 26 жовтня 2015 року у відбірковому матчі чемпіонату Європи проти Молдови. З юнацькою збірною був учасником чемпіонату Європи до 17 років у 2016 році та до 19 років у 2018 році, а також з командою до 19 років брав участь у домашньому Турнірі пам'яті Валерія Лобановського 2018 року.
У 2019 році у складі збірної України U-20 став чемпіоном світу на чемпіонаті, що проходив у Польщі, де відзначився 3 забитими м'ячами.
23 травня 2021 року дебютував у складі національної збірної України у матчі проти збірної Бахрейну (1:1).

## Статистика

### Клубна статистика
Станом на 24 травня 2025 року
| Сезон              | Команда            | Чемпіонат          | Чемпіонат | Чемпіонат | Національний кубок | Національний кубок | Національний кубок | Континентальні кубки | Континентальні кубки | Континентальні кубки | Інші змагання | Інші змагання | Інші змагання | Усього | Усього |
| Сезон              | Команда            | Ліга               | Ігор      | Голів     | Ліга               | Ігор               | Голів              | Ліга                 | Ігор                 | Голів                | Ліга          | Ігор          | Голів         | Ігор   | Голів  |
| ------------------ | ------------------ | ------------------ | --------- | --------- | ------------------ | ------------------ | ------------------ | -------------------- | -------------------- | -------------------- | ------------- | ------------- | ------------- | ------ | ------ |
| 2018–19            | «Динамо»           | УПЛ                | 1         | 0         | КУ                 | 0                  | 0                  | ЛЧ/ЛЄ                | 0                    | 0                    | СКУ           | 0             | 0             | 1      | 0      |
| 2019–20            | «Динамо»           | УПЛ                | 16        | 1         | КУ                 | 3                  | 1                  | ЛЧ/ЛЄ                | 0+3                  | 0                    | СКУ           | 0             | 0             | 22     | 2      |
| 2020–21            | «Динамо»           | УПЛ                | 15        | 2         | КУ                 | 2                  | 0                  | ЛЧ/ЛЄ                | 6+2                  | 1+0                  | СКУ           | 0             | 0             | 25     | 3      |
| 2021–22            | «Динамо»           | УПЛ                | 1         | 1         | КУ                 | 0                  | 0                  | ЛЧ                   | 0                    | 0                    | СКУ           | 0             | 0             | 1      | 1      |
| 2022–23            | «Динамо»           | УПЛ                | 18        | 1         | -                  | -                  | -                  | ЛЧ/ЛЄ                | 4+2                  | 0                    | -             | -             | -             | 24     | 1      |
| 2023–24            | «Динамо»           | УПЛ                | 24        | 1         | КУ                 | 1                  | 0                  | ЛК                   | 3                    | 0                    | —             | —             | —             | 28     | 1      |
| 2024–25            | «Динамо»           | УПЛ                | 21        | 1         | КУ                 | 3                  | 0                  | ЛЧ+ЛЄ                | 6+5                  | 1+0                  | —             | —             | —             | 35     | 2      |
| Всього за «Динамо» | Всього за «Динамо» | Всього за «Динамо» | 96        | 7         | —                  | 9                  | 1                  | —                    | 31                   | 2                    | —             | 0             | 0             | 136    | 10     |
| Всього за кар'єру  | Всього за кар'єру  | Всього за кар'єру  | 96        | 7         | —                  | 9                  | 1                  | —                    | 31                   | 2                    | —             | 0             | 0             | 136    | 10     |

### Матчі за збірну
Станом на 14 червня 2022 року
| Дата       | Місто  | Господарі | Результат | Гості    | Турнір                               | Голи | Примітки |
| ---------- | ------ | --------- | --------- | -------- | ------------------------------------ | ---- | -------- |
| 23-05-2021 | Харків | Україна   | 1 – 1     | Бахрейн  | товариський матч                     | -    | 64'      |
| 08-06-2022 | Дублін | Ірландія  | 0 – 1     | Україна  | Ліга націй УЄФА 2022—2023 - 1-й етап | -    |          |
| 14-06-2022 | Лодзь  | Україна   | 1 – 1     | Ірландія | Ліга націй УЄФА 2022—2023 - 1-й етап | -    | 72'      |
| Усього     |        | Матчів    | 3         |          | Голів                                | 0    |          |

## Досягнення
- Чемпіон України (2): 2020/21, 2024/2025
- Володар Кубка України (2): 2019/20, 2020/21
- Володар Суперкубка України (2): 2019, 2020
- Чемпіон світу серед молодіжних команд: 2019

## Нагороди
- Орден «За заслуги» III ст. (2019)[2]